# Montmaur (Hautes-Alpes)
Montmaur település Franciaországban, Hautes-Alpes megyében. Lakosainak száma 535 fő (2022. január 1.). Montmaur Aspres-sur-Buëch, Châteauneuf-d’Oze, Furmeyer, Manteyer, La Roche-des-Arnauds, Veynes és Dévoluy községekkel határos.

## Népesség
A település népességének változása:
| Lakosok száma | 277  | 282  | 311  | 499  | 522  | 515  | 512  | 529  | 537  | 535  |
|               | 1968 | 1982 | 1990 | 2006 | 2013 | 2015 | 2017 | 2019 | 2020 | 2022 |